# Orrtjärnen (Los socken, Hälsingland, 685945-146432)
Orrtjärnen är en sjö i Ljusdals kommun i Hälsingland och ingår i Ljusnans huvudavrinningsområde. Sjöns area är 0,044 kvadratkilometer och den befinner sig 424 meter över havet.